# Pierre Larroque
Pour les articles homonymes, voir Larroque.
Pierre Larroque, né le 7 avril 1915 à Meauzac (Tarn-et-Garonne) et mort le 5 février 2005 à Villemur-sur-Tarn (Haute-Garonne), est un homme politique français.

## Biographie
Il meurt le 5 février 2005 à l'âge de 89 ans.

## Détail des fonctions et des mandats
Mandat parlementaire
- 24 août 1984 - 1er avril 1986 : Député de la 2e circonscription de Tarn-et-Garonne